# Bistum Bunia
Das Bistum Bunia (lateinisch Dioecesis Buniaensis, französisch Diocèse de Bunia) ist eine in der Demokratischen Republik Kongo gelegene römisch-katholische Diözese mit Sitz in Bunia.

## Geschichte
Das Bistum Bunia wurde am 27. Juni 1922 durch Papst Pius XI. aus Gebietsabtretungen der Apostolischen Vikariate Nördliches Victoria-Nyanza und Stanley Falls als Apostolische Präfektur Lac Albert errichtet. Die Apostolische Präfektur Lac Albert wurde am 11. Dezember 1933 durch Pius XI. mit der Apostolischen Konstitution Lacus Alberti zum Apostolischen Vikariat erhoben. Am 10. November 1959 wurde das Apostolische Vikariat Lac Albert durch Papst Johannes XXIII. mit der Apostolischen Konstitution Cum parvulum zum Bistum erhoben und in Bistum Bunia umbenannt. Das Bistum Bunia gab am 2. Juli 1962 Teile seines Territoriums zur Gründung des Bistums Mahagi ab.
Das Bistum Bunia ist dem Erzbistum Kisangani als Suffraganbistum unterstellt.

## Ordinarien

### Apostolische Präfekten von Lac Albert
- Alphonse Joseph Matthijsen MAfr, 1922–1933

### Apostolische Vikare von Lac Albert
- Alphonse Joseph Matthijsen MAfr, 1933–1959

### Bischöfe von Bunia
- Alphonse Joseph Matthijsen MAfr, 1959–1963
- Gabriel Ukec, 1964–1984
- Léonard Dhejju, 1984–2002
- Dieudonné Uringi Uuci, seit 2005